# Handläggning
Handläggning av ett ärende avser alla de åtgärder som vidtas från det att ett ärende inkommer till dess att det avslutas eller beslut fattas. 

## Handläggning i Sverige
Enligt förvaltningslagens sjunde paragraf ska myndighet handlägga ärenden så snabbt, enkelt och billigt som möjligt. Myndigheten ska själv inhämta upplysningar och yttranden från andra myndigheter, om sådana behövs. Den ska uttrycka sig lättbegripligt och även på andra sätt underlätta för den enskilde att ha med den att göra.
En myndighet handlägger de handlingar som inkommer. Med ”handling” avses inte endast pappersdokument, utan också sådan information som endast kan tydas med hjälp av ett tekniskt hjälpmedel, till exempel ljudupptagningar, e-post och videoband. (10§)
Uppgifter som en myndighet får på annat sätt än genom en handling och som kan ha betydelse för utgången i ärendet skall antecknas av myndigheten, om ärendet avser myndighetsutövning mot någon enskild. (14§)
I beslut som gäller enskild ska myndigheten normalt redovisa de skäl som har bestämt utgången. (20§)
Handling som inkommer till eller upprättas av en myndighet är en allmän handling.